# Bılıx
Bılıx è un comune dell'Azerbaigian situato nel distretto di Qəbələ. Conta una popolazione di 862 abitanti.